# Foncia (IMOCA)
DeVenir depuis 2023
Cet article concerne le premier 60 pieds de Michel Desjoyeaux acquis en 2023 par Violette Dorange et rebaptisé DeVenir. Pour le second Foncia, voir Banque populaire (IMOCA).
Foncia est un voilier monocoque de course au large appartenant à la classe des 60 pieds IMOCA, mis à l'eau en 2007 pour Michel Desjoyeaux. De 2015 à 2023, il est la propriété de Jean Le Cam. En 2023, acquis par Violette Dorange, il prend le nom de DeVenir.
Conçu par Farr Yacht Design et Michel Desjoyeaux, il a successivement porté les couleurs de Foncia, Telefónica Movistar, Mapfre, Maître Coq, Mare, Cheminées Poujoulat, Finistère Mer Vent, Corum L'Épargne, Hubert et Commeunseulhomme powered by Altavia. 
Ce 60 pieds a notamment remporté la Transat Jacques-Vabre 2007, le Vendée Globe 2008-2009 et la Barcelona World Race 2014-2015. En 2019, il prend le départ de la Transat Jacques Vabre sous les couleurs de Corum L'Épargne. Nicolas Troussel en sera le skipper, avec Jean Le Cam à ses côtés. Jean Le Cam dispute à son bord le Vendée Globe 2020-2021 sous le nom de Yes We Cam ! et se classe quatrième.

## Historique des noms

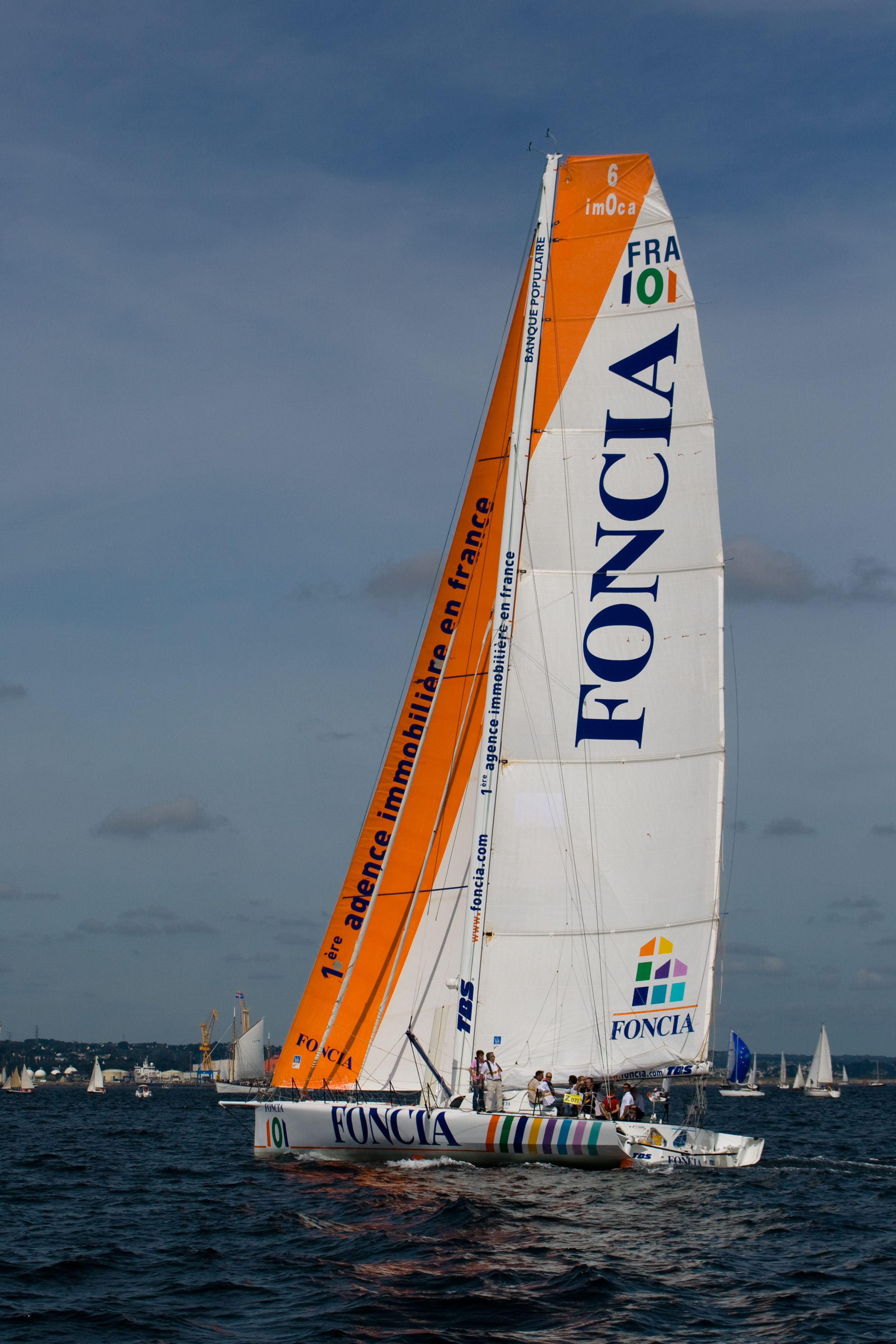
Foncia à Brest 2008.

### Construction du voilier sous le nom deFoncia
Michel Desjoyeaux, du Team Foncia, en supervise la construction au chantier CDK Technologies. Il remporte plusieurs courses à la voile avec ce bateau, dont le Vendée Globe 2008-2009. Il le vend ensuite en 2010.

### PériodeTelefónica MovistarpuisMapfre (2010-2011)
Ce bateau est alors utilisé par Iker Martínez et Xabi Fernández sous le nom de Telefónica Movistar, puis sous les couleurs de Mapfre. Ils prennent la deuxième place de la Barcelona World Race 2010-2011 derrière Virbac Paprec 3 de Jean-Pierre Dick et Loïck Peyron. Un peu moins rapide que ce monocoque de nouvelle génération, Mapfre montre toutefois sa fiabilité en ne faisant aucune escale technique autorisée pendant ce tour du monde,.

### PériodeMaître Coq(2012 - 2013)
En 2012, Jérémie Beyou reprend le 60 pieds dans l'optique du Vendée Globe 2012-2013 mais il est contraint à l'abandon. Afin de racheter Banque populaire, Beyou et Maître Coq vendent l'ancien Foncia en janvier 2013 à Joerg Riechers. Le skipper allemand effectue de gros travaux en janvier 2014 avant la Barcelona World Race 2014-2015 et le Vendée Globe 2016-2017 mais son sponsor Mare se retire en mars suivant.

### PériodePoujoulatetCheminées Poujoulat(2014)
Bernard Stamm le loue en juillet 2014 pour prendre le départ de la Barcelona avec Jean Le Cam le 31 décembre 2014. À la suite de l'abandon d'Hugo Boss dans l'Atlantique puis de l'escale technique de Neutrogena en Nouvelle-Zélande, le bateau, nouvellement baptisé Cheminées Poujoulat, occupe la tête de la course avec 1 000 milles d'avance sur ses poursuivants et gère cette avance jusqu'à Barcelone, où Stamm et Le Cam arrivent en vainqueurs le 25 mars 2015, après 84 jours, 5 heures et 50 minutes.

### PériodeFinistère Mer Vent, Hubert, Corum L'ÉpargneetYes We Cam!(2016-2021)

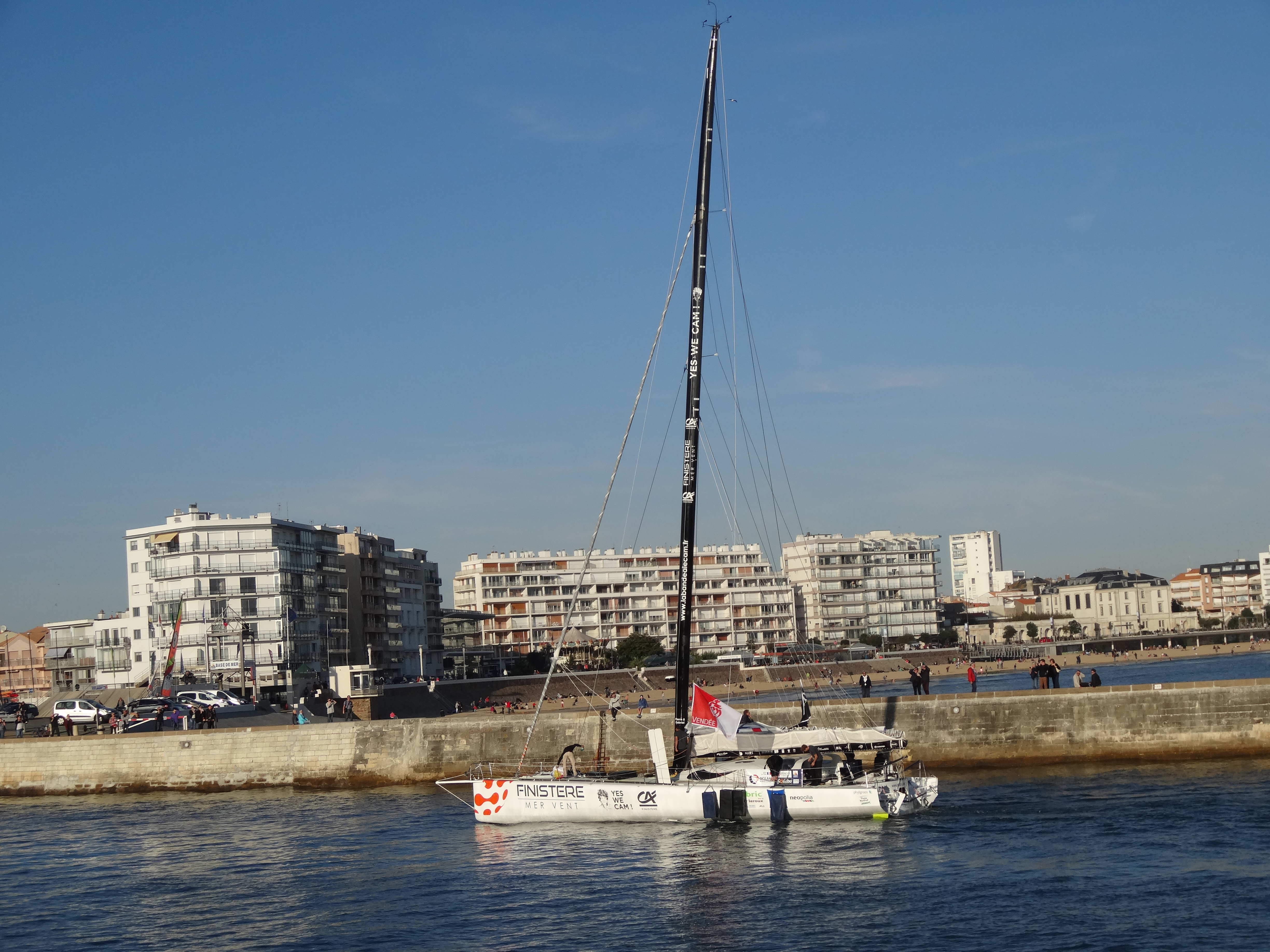
Finistère Mer Vent arrive aux Sables d'Olonne, quelques jours avant le départ du Vendée Globe 2016-2017.

À l'issue du tour du monde, Jean Le Cam rachète le 60 pieds pour participer au Vendée Globe 2016-2017. Il le rebaptise Finistère Mer Vent, et termine 6e. Avec Nicolas Troussel, Le Cam participe à la Transat Jacques-Vabre 2019. Le bateau prend pour cette course les couleurs de Corum L'Épargne, le partenaire de Troussel, qui fait construire un Imoca Corum L'Épargne en vue du Vendée Globe 2020-2021.

Baptisé Hubert lors de son rachat en 2016 par Jean Le Cam en l'honneur de son ami Hubert Desjoyeaux, le bateau devient en 2020 Yes We Cam. Le nom s'inspire du slogan Yes, We Can utilisé par Barack Obama lors de sa campagne présidentielle victorieuse en 2008. Dans ce qui est son cinquième Vendée Globe, Jean Le Cam navigue à l'avant de la flotte à bord de cette embarcation à dérives droites, mais il doit se dérouter le 30 novembre pour partir à la recherche de Kevin Escoffier dont le bateau a coulé dans l'Atlantique sud. Après de multiples manœuvres particulièrement dangereuses, il l'extrait de son radeau de survie et le récupère sur Yes We Cam ! Les deux marins naviguent quelques jours ensemble, avant qu'Escoffier ne soit transféré sur une frégate de la Marine Nationale. Le Cam qui bénéficie d'une compensation en temps de 16 h 15 pour ce sauvetage, continue sa course, passe la ligne d'arrivée en huitième position dans la soirée du 28 janvier, et termine à la quatrième place finale, ce qui le voit figurer au classement avec la première embarcation non dotée de foils.

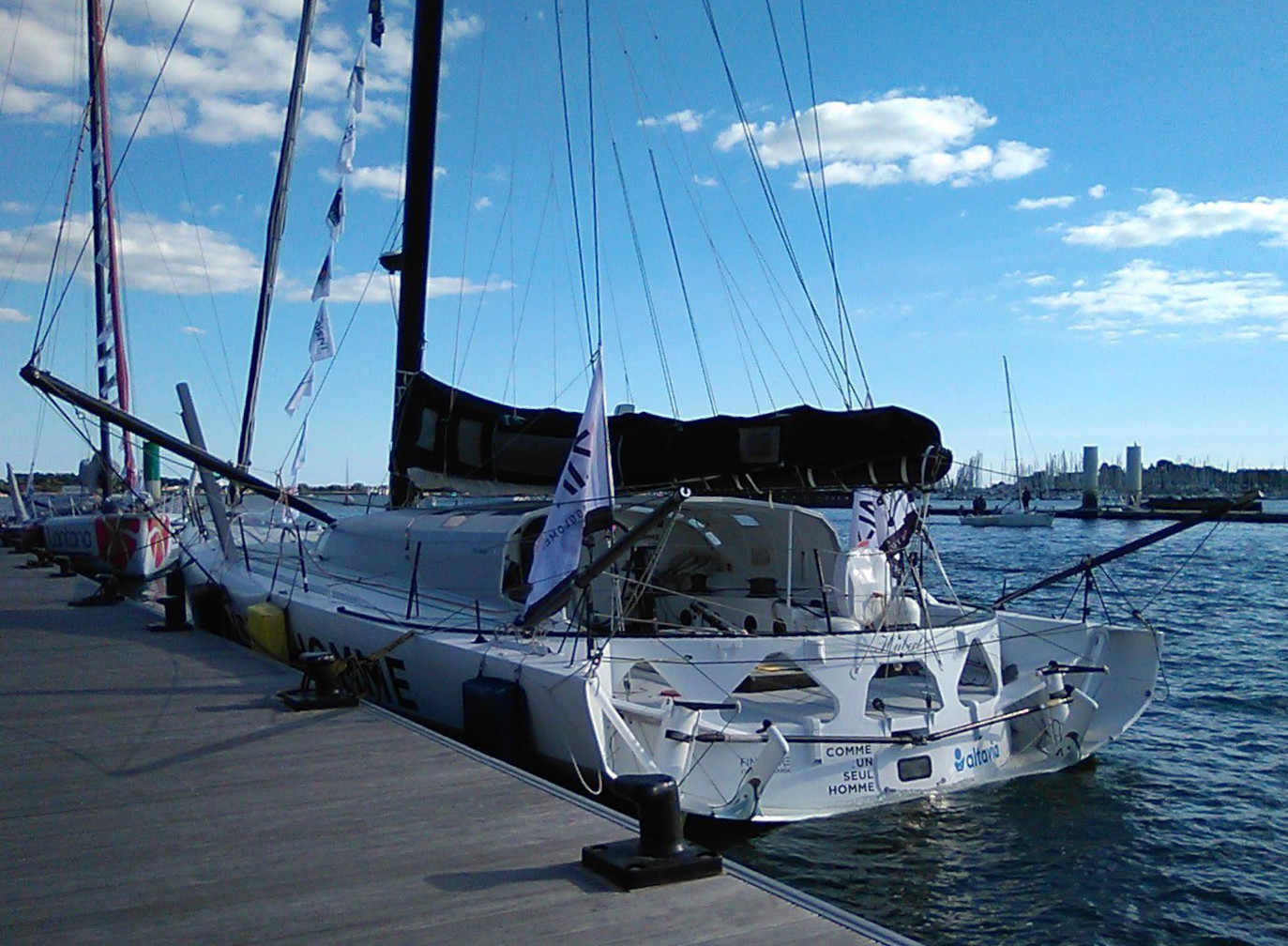
Commeunseulhomme powered by Altavia au Défi Azimut, à Lorient, en septembre 2022.

### PériodeCommeunseulhomme powered by Altavia (2022)
En 2022, Le Cam loue son Imoca à Éric Bellion pour lui permettre de disputer les courses de la saison. En mars, le bateau est remis à l'eau, sous le nom de Commeunseulhomme powered by Altavia. Il termine 7e sur 24 dans la Bermudes 1000 Race, 14e sur 25 dans la Vendée-Arctique-Les Sables-d'Olonne, 16e sur 25 dans les 48 Heures du Défi Azimut et 23e sur 38 Imoca dans la Route du Rhum.

### PériodeDeVenir(depuis 2023)

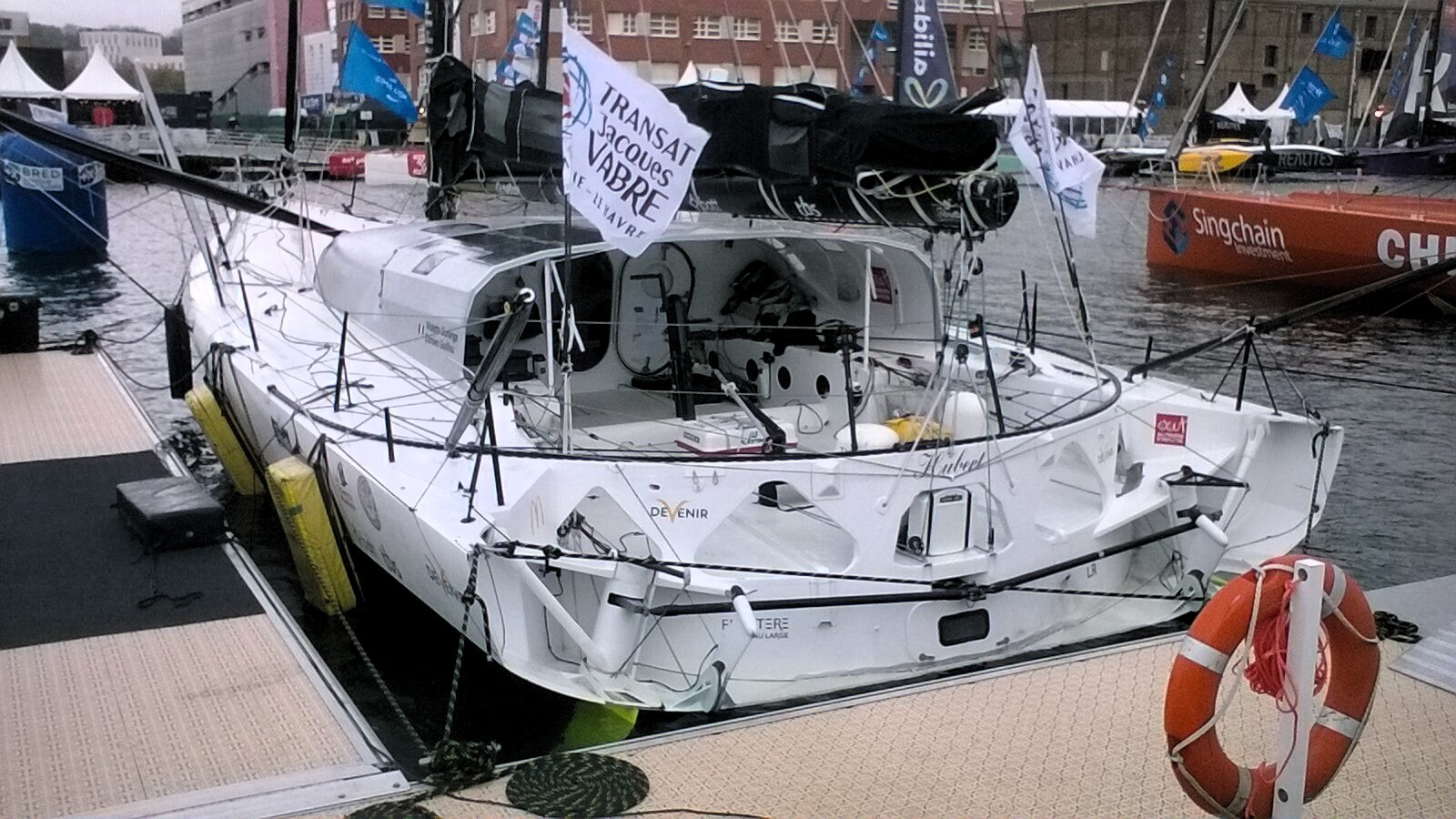
DeVenir au Havre, avant le départ de la Transat Jacques-Vabre 2023.

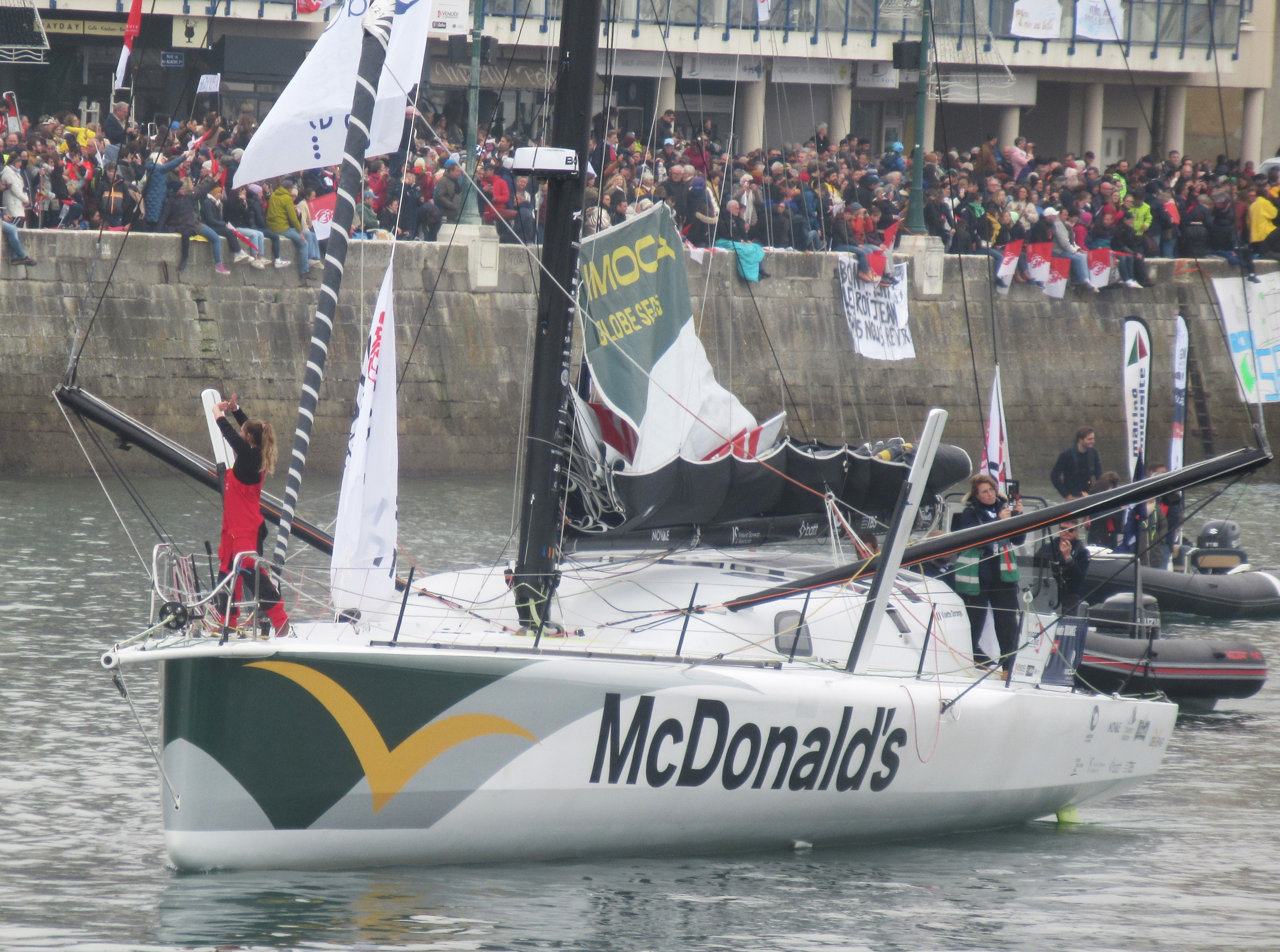
DeVenir au départ du Vendée Globe 2024-2025.

Le 7 août 2023, il est remis à l'eau sous le nom de DeVenir (en référence à ses initiales). Il vient d'être acquis par Violette Dorange, avec le soutien d'un collectif de partenaires. La navigatrice lance ce jour-là officiellement son projet pour le Vendée Globe 2024. En septembre, barré par Violette Dorange et Damien Guillou, DeVenir termine 13e sur 34 — et premier bateau à dérives droites — dans les 48 heures du Défi Azimut. En novembre, toujours barré par Dorange et Guillou, il se classe 21e sur 40 Imoca dans la Transat Jacques-Vabre. En décembre, barré par Dorange, il termine 23e sur 32 dans le Retour à la Base.
Violette Dorange termine le Vendée Globe 2024-2025 en 25e position le 9 février 2025. Trois jours après son arrivée, elle annonce la mise en vente de DeVenir et son projet de poursuivre son apprentissage sur un Imoca à foils avec l'équipe Initiatives-Cœur et Samantha Davies en qualité de coskippeuse pour la saison 2025.

## Palmarès

### Fonciaavec Michel Desjoyeaux
- 3e de la Transat B to B en 2007
- Vainqueur de la Transat Jacques-Vabre 2007 en double avec Emmanuel Le Borgne
- Vainqueur du Record SNSM, en juin 2007
- Vainqueur Vendée Globe 2008-2009 en 84 j 03 h 09 min 08 s.
- Vainqueur de l'Istanbul Europa Race en 2009 en équipage
- 4e de la Transat Jacques-Vabre 2009 en double avec Jérémie Beyou

### Telefónica Movistaravec Iker Martínez et Xabi Fernández
- Vainqueur du Grand Prix de Douarnenez en 2010.
- 5e place de la première édition du Tour d’Espagne à la Voile en 2010.

### Mapfreavec Iker Martínez et Xabi Fernández
- 2e de la Barcelona World Race 2010-2011

### Maître Coqavec Jérémie Beyou
- Abandon dans le Vendée Globe 2012-2013

### Cheminées Poujoulatavec Bernard Stamm et Jean Le Cam
- Vainqueur de la Barcelona World Race 2014-2015

### Finistère Mer Ventavec Jean Le Cam
- 6e du Vendée Globe 2016-2017 en 80 j 04 h 41 min 54 s.

### Corum L'Épargneavec Nicolas Troussel
- 13e de la Transat Jacques-Vabre 2019 en double avec Jean Le Cam

### Yes We Cam!avec Jean Le Cam
- 4e du  Vendée Globe 2020-2021 en 80 j 13 h 44 min 55 s.

### Commeunseulhomme powered by Altavia!avec Éric Bellion
2022 :
- 7e sur 24 dans la Bermudes 1000 Race[16]
- 14e sur 25 dans la Vendée-Arctique-Les Sables-d'Olonne[17]
- 16e sur 25 dans les 48 Heures du Défi Azimut[18]
- 23e sur 38 Imoca dans la Route du Rhum[19]

### DeVeniravec Violette Dorange
2023 :
- 13e sur 34, et 1er bateau à dérives droites, dans les 48 Heures du Défi Azimut, barré par Violette Dorange et Damien Guillou[22]
- 21e sur 40 Imoca dans la Transat Jacques-Vabre, barré par Violette Dorange et Damien Guillou[23]
- 23e sur 32 dans le Retour à la Base, barré par Violette Dorange[24]

2025 :
- 25e sur 40 du Vendée Globe en 90 jours 22 h 37 min 9 s[26]

## Galerie
Photos du voilier aux couleurs de ses mécènes successifs.

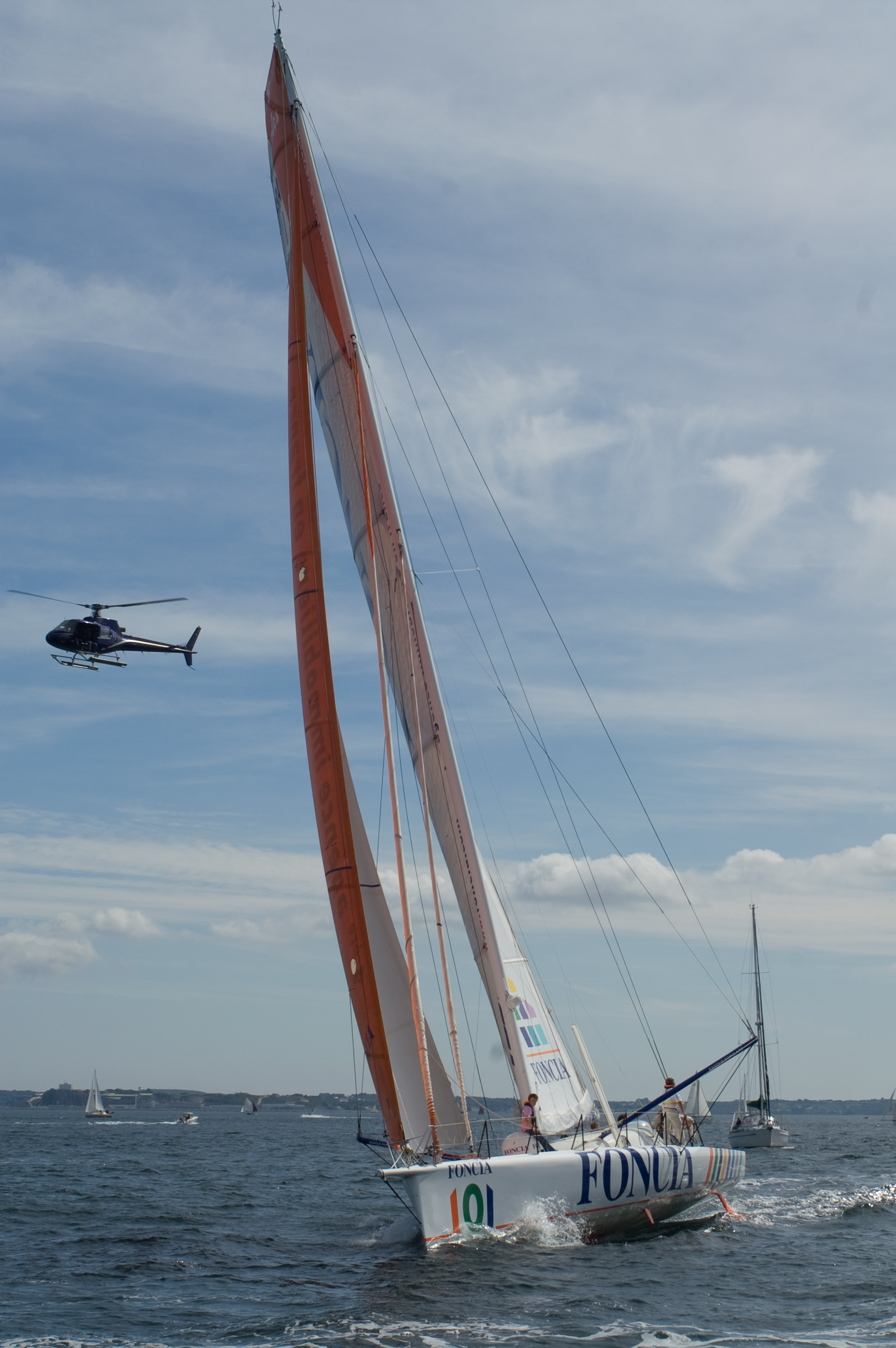
Foncia lors de Brest 2008.
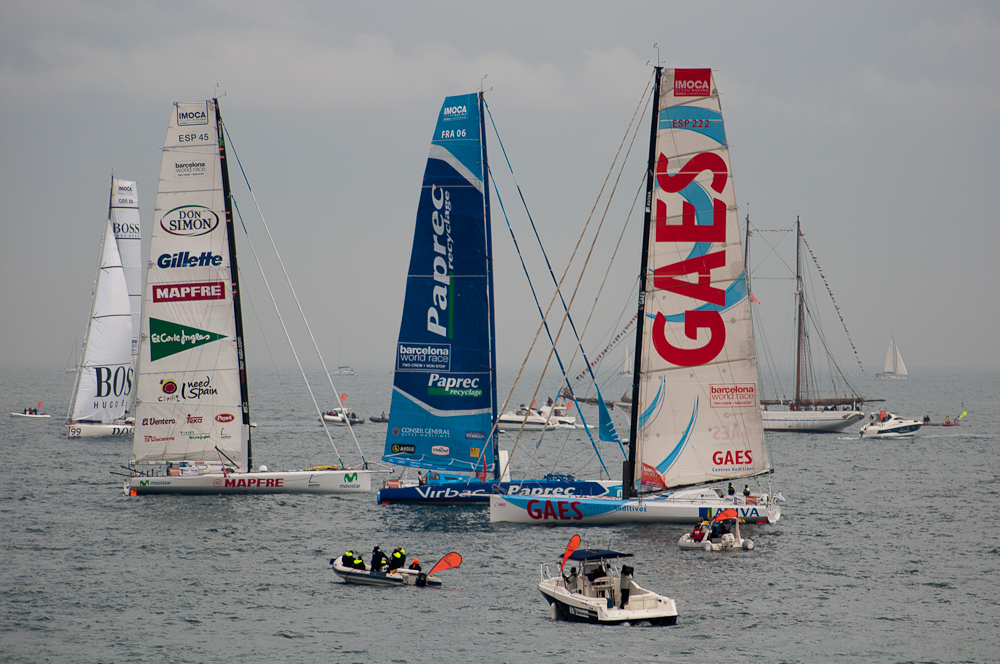
Mapfre en 2010 lors de la Barcelona World Race.
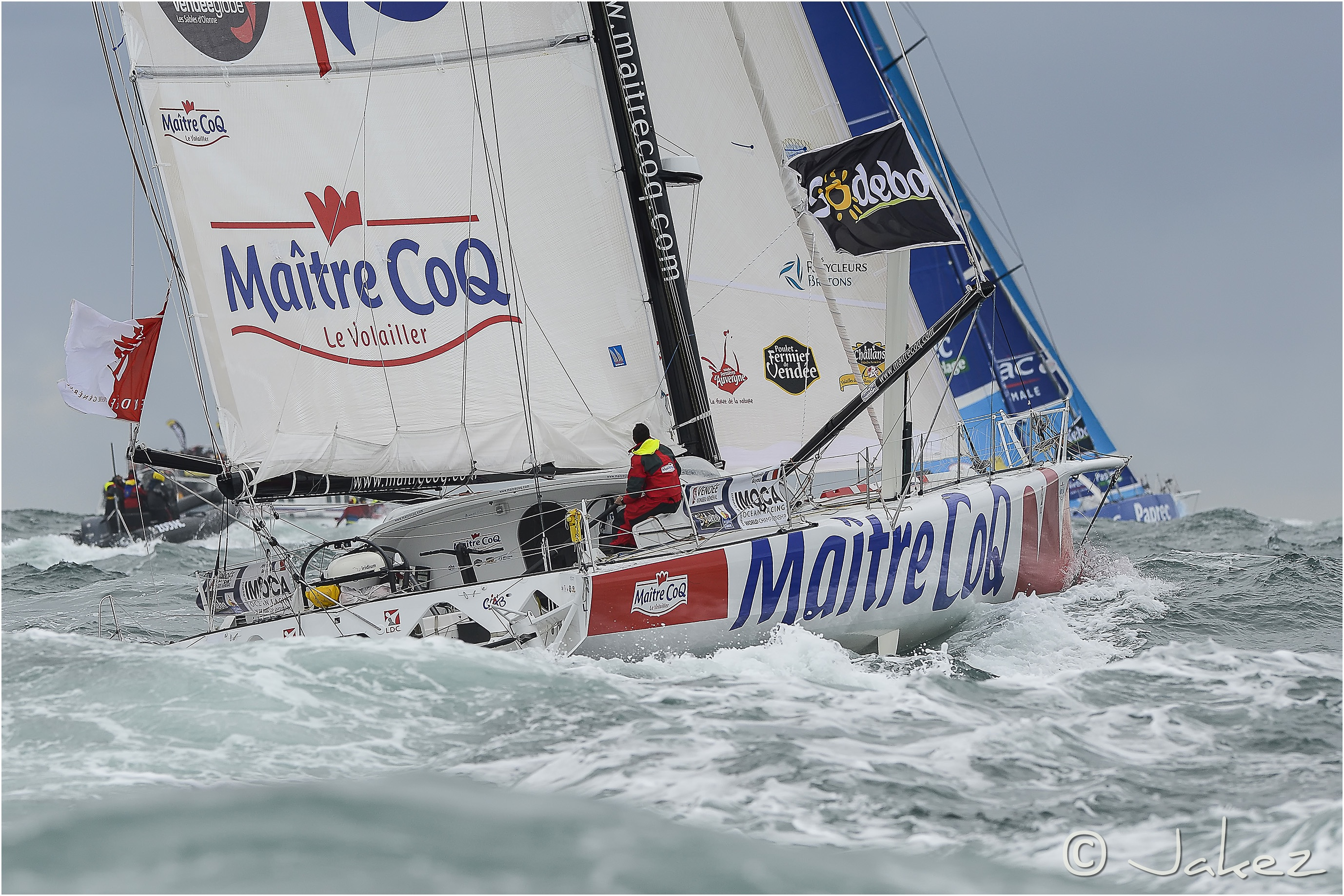
Maître CoQ au départ du Vendée Globe en 2012.
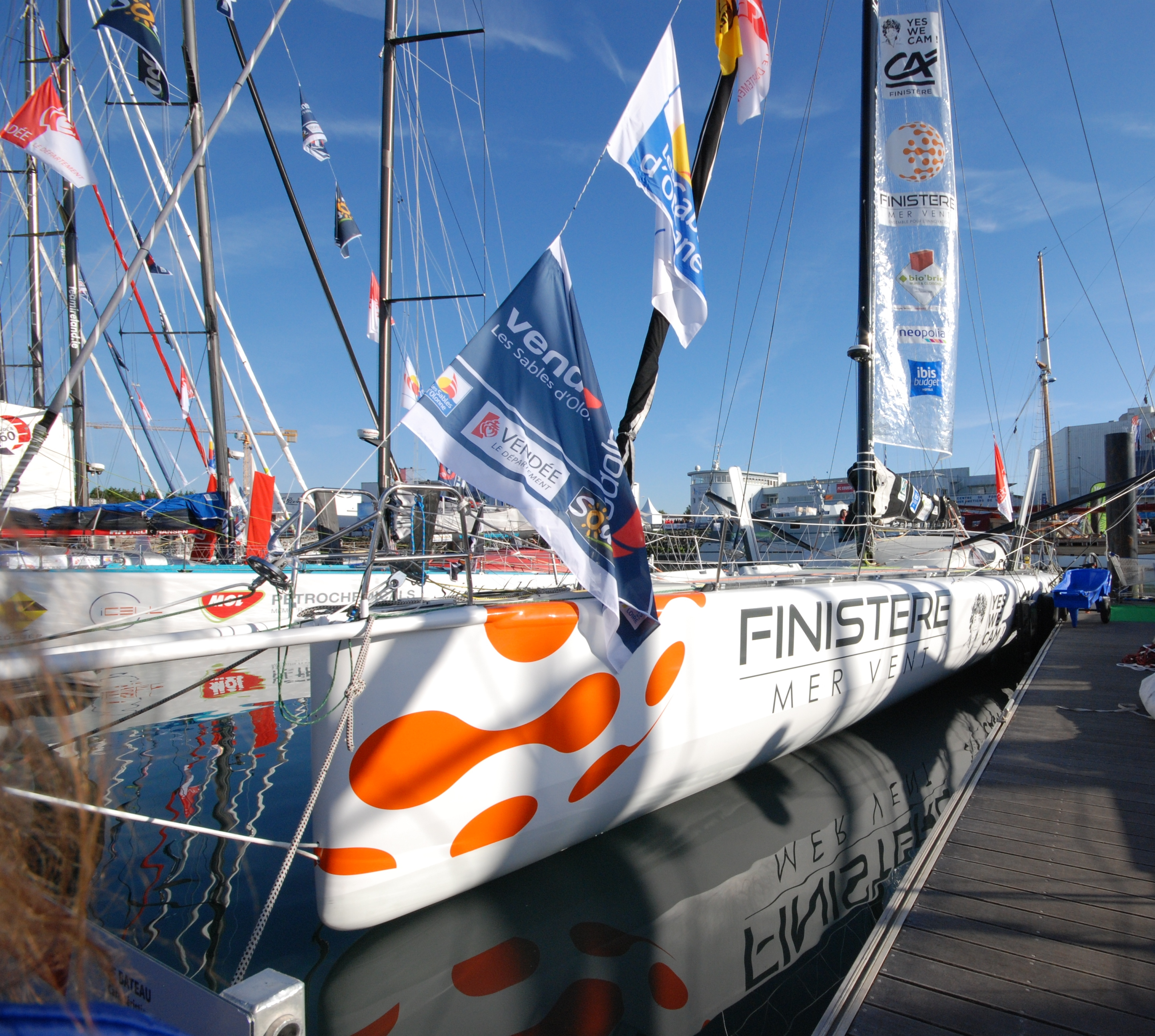
Finistère Mer Vent avant le Vendée Globe 2016.
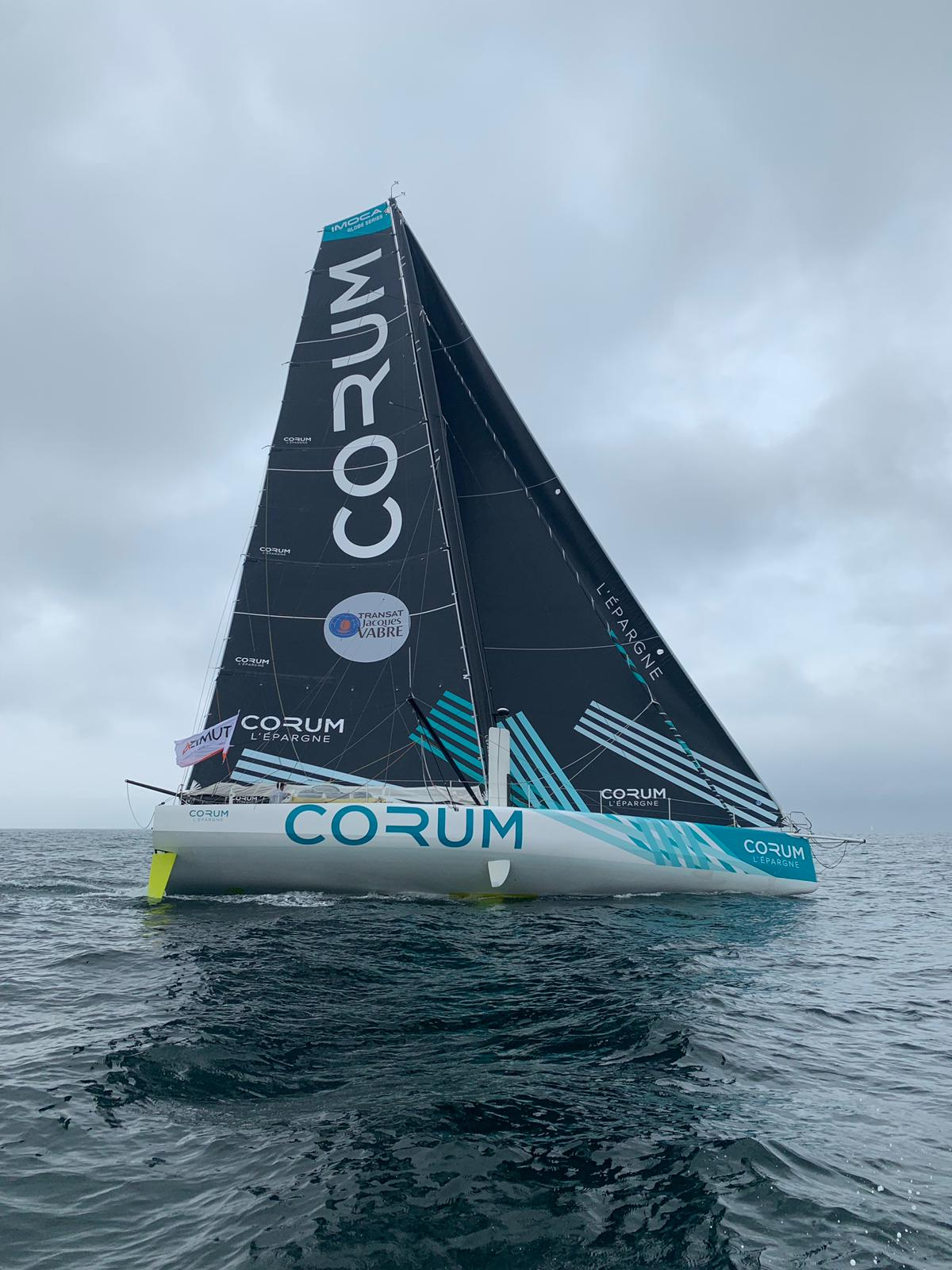
Corum L'Épargne lors du Défi Azimut à Lorient, en septembre 2019.
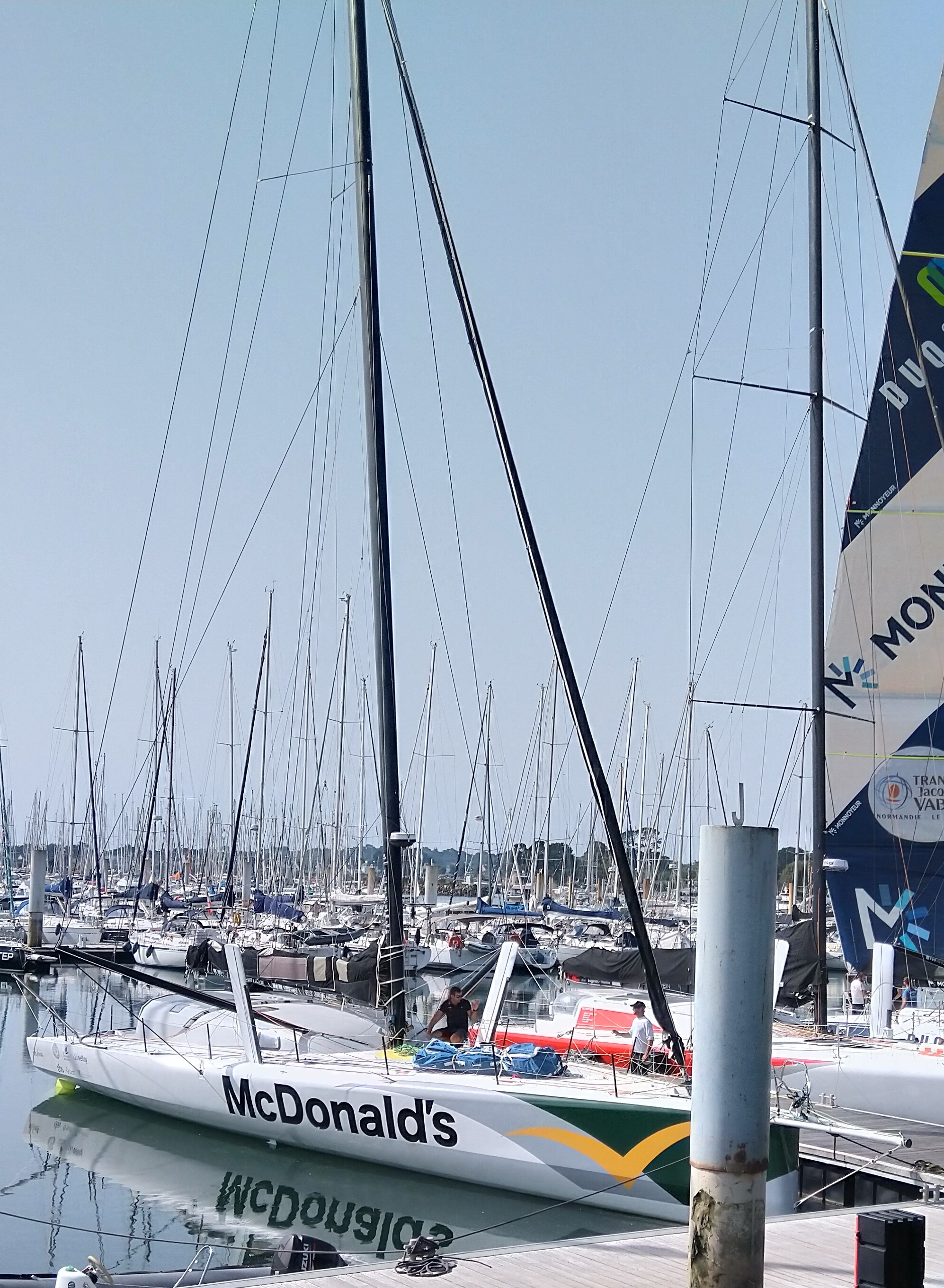
DeVenir à Port-la-Forêt en 2023.